# Râul Gârbăul Mic
Râul Gârbăul Mic este un curs de apă, unul din cele două brațe care formează râul Gârbău.

## Hărți
- Harta Județului Brașov
- Harta Munților Postăvaru  Arhivat în 3 august 2008, la Wayback Machine.